# Belarussischer Fußball-Supercup
Der Belarussische Fußball-Supercup ist ein belarussischer Fußballwettbewerb, in dem zu Beginn einer Saison der belarussische Meister und der belarussische Pokalsieger der abgelaufenen Saison in einem einzigen Spiel aufeinandertreffen. Die Erstaustragung war im Jahr 2010.

## Die Endspiele im Überblick
| Jahr | Spielort                      | Meister                 | Ergebnis             | Pokalsieger / -finalist |
| ---- | ----------------------------- | ----------------------- | -------------------- | ----------------------- |
| 2010 | Football Manege, Minsk        | BATE Baryssau           | 0:0 n. V., 3:2 i. E. | Naftan Nawapolazk       |
| 2011 | Football Manege, Minsk        | BATE Baryssau           | 3:0                  | Torpedo Schodsina       |
| 2012 | Football Manege, Minsk        | BATE Baryssau           | 0:2                  | FK Homel                |
| 2013 | Football Manege, Minsk        | BATE Baryssau           | 1:0                  | Naftan Nawapolazk       |
| 2014 | Football Manege, Minsk        | BATE Baryssau           | 1:0                  | FK Minsk                |
| 2015 | Volna-Stadion, Pinsk          | BATE Baryssau           | 0:0, 3:0 i. E.       | FK Schachzjor Salihorsk |
| 2016 | FK Minsk-Stadion, Minsk       | BATE Baryssau           | 2:1                  | FK Schachzjor Salihorsk |
| 2017 | FK Minsk-Stadion, Minsk       | BATE Baryssau           | 3:1                  | Torpedo Schodsina       |
| 2018 | FK Minsk-Stadion, Minsk       | BATE Baryssau           | 1:2                  | Dinamo Brest            |
| 2019 | FK Minsk-Stadion, Minsk       | BATE Baryssau           | 1:3                  | Dinamo Brest            |
| 2020 | FK Minsk-Stadion, Minsk       | Dinamo Brest            | 2:0                  | FK Schachzjor Salihorsk |
| 2021 | FK Minsk-Stadion, Minsk       | FK Schachzjor Salihorsk | 0:0, 5:4 i. E.       | BATE Baryssau           |
| 2022 | Dinamo-Yuni-Stadion, Minsk    | FK Schachzjor Salihorsk | 0:1                  | BATE Baryssau           |
| 2023 | Dinamo-Yuni-Stadion, Minsk    | FK Schachzjor Salihorsk | 1:0                  | FK Homel                |
| 2024 | Schachzjor-Stadion, Salihorsk | FK Dinamo Minsk         | 0:0, 3:4 i. E.       | Torpedo Schodsina       |
| 2025 | FK Minsk-Stadion, Minsk       | FK Dinamo Minsk         | 2:0                  | FK Njoman Hrodna        |

### Rangliste der Sieger und Finalisten
| Rang | Verein                  | Siege | Jahr(e)                                        | Teilnahmen |
| ---- | ----------------------- | ----- | ---------------------------------------------- | ---------- |
| 1    | BATE Baryssau           | 8     | 2010, 2011, 2013, 2014, 2015, 2016, 2017, 2022 | 120        |
| 2    | Dinamo Brest            | 3     | 2018, 2019, 2020                               | 3          |
| 3    | FK Schachzjor Salihorsk | 2     | 2021, 2023                                     | 6          |
| 4    | FK Homel                | 1     | 2012                                           | 2          |
| 4    | Torpedo Schodsina       | 1     | 2024                                           | 2          |
| 4    | FK Dinamo Minsk         | 1     | 2025                                           | 2          |
| 7    | Naftan Nawapolazk       |       |                                                | 2          |
| 8    | FK Minsk                |       |                                                | 1          |
| 8    | FK Njoman Hrodna        |       |                                                | 1          |